# Voyous Voyelles
Pour plus de détails, voir Fiche technique et Distribution.
Voyous Voyelles est un film français réalisé par Serge Meynard, sorti en 1999.

## Synopsis
Léa et Aurélie vivent dans le petit appartement de leur mère. Leur père est mort dans un accident de plongée des années auparavant.

## Fiche technique
- Titre : Voyous Voyelles
- Réalisation : Serge Meynard
- Scénario : Serge Meynard
- Musique : Roland Romanelli
- Photographie : Bruno Privat
- Montage : Katya Chelli
- Production : Josée Bénabent-Loiseau
- Sociétés de production : Fildebroc, Nouvelles Éditions de Films et Ocelot Productions
- Société de distribution : Les Films du Losange (France)
- Pays de production :  France
- Genre : comédie dramatique
- Durée : 95 minutes
- Dates de sortie : 
  - Brésil : septembre 1999 (festival international du film de Rio de Janeiro)
  - France : 9 février 2000

## Distribution
- Olivia Bonamy : Léa
- Audrey Tautou : Anne-Sophie
- Axelle Ade-Pasdeloup : Aurélie
- Didier Bezace : Vincent
- Serge Hazanavicius : Bernard
- Marie Matheron : Laure
- Pierre-Loup Rajot : le photographe
- Natacha Amal : Sandrine
- Serge Riaboukine : le serrurier
- Chantal Pelletier : la mère d'Anne-Sophie
- Jean-Bernard Pouy : l'employé du zoo
- Jean-Hugues Oppel : le marchand de journaux
- Jacques Mazeau : le chauffeur de taxi
- Sébastien Loiseau : Le garçon BCBG
- Olivier Lacut : l'étudiant Assas
- Jérémie Loiseau : le garçon à la bibliothèque
- Nassim Iazouguen : Manu
- Sami Iazouguen : le frère de Manu
- Olivia Baup : l'hôtesse
- Emma Ferenczi : Sonia
- Kamel : le patron du café
- Mouloud Akkouche : le collègue de Vincent
- Bruno Privat : l'auto-stoppeur
- Laurent Bachet : un collègue de Bernard
- Yonnick Flot : un collègue de Bernard

## Accueil
Pierre Murat pour Télérama a écrit sur le film : « Les péripéties sont bizarres, mais on est dans le conte social, pas dans le réalisme. Le dialogue, dont on se dit qu'il veut faire jeune à tout prix, est plus gênant. »